# Saint-Gauzens

Saint-Gauzens este o comună în departamentul Tarn din sudul Franței. În 2009 avea o populație de 778 de locuitori.

## Evoluția populației
| An        | 1975 | 1982 | 1990 | 1999 | 2006 | 2009 |
| --------- | ---- | ---- | ---- | ---- | ---- | ---- |
| Populație | 584  | 667  | 756  | 646  | 698  | 778  |